# Physetica cellulata
Physetica cellulata är en fjärilsart som beskrevs av Warren. Physetica cellulata ingår i släktet Physetica och familjen nattflyn. Inga underarter finns listade i Catalogue of Life.